# Tinglev Kommune
Tinglev Kommune i Sønderjyllands Amt blev dannet ved kommunalreformen i 1970. Ved strukturreformen i 2007 blev den indlemmet i Aabenraa Kommune sammen med Bov Kommune, Lundtoft Kommune og Rødekro Kommune.

## Tidligere kommuner
Tinglev Kommune blev dannet ved sammenlægning af 6 sognekommuner:
| Kommune   | Folketal 1. januar 1970 | Byer                        |
| --------- | ----------------------- | --------------------------- |
| Bjolderup | 1.768                   | Bolderslev                  |
| Burkal    | 2.308                   | Rens og del af Bylderup-Bov |
| Bylderup  | 1.065                   | Del af Bylderup-Bov         |
| Ravsted   | 1.198                   | Ravsted                     |
| Tinglev   | 2.704                   | Tinglev                     |
| Uge       | 616                     | Uge                         |
| I alt     | 9.659                   |                             |

## Sogne
Tinglev Kommune bestod af følgende sogne:
- Bjolderup Sogn (Rise Herred)
- Burkal Sogn (Slogs Herred)
- Bylderup Sogn (Slogs Herred)
- Ravsted Sogn (Slogs Herred)
- Tinglev Sogn (Slogs Herred)
- Uge Sogn (Lundtoft Herred)

## Borgmestre[2]
| Navn                  | Parti                       | Periode   |
| --------------------- | --------------------------- | --------- |
| Svend Christensen     | Venstre                     | 1970-1978 |
| Frits Nielsen         | Socialdemokratiet           | 1978-1981 |
| Svend Tarp            | Det Konservative Folkeparti | 1981-1982 |
| Hardy Knudsen         | Venstre                     | 1982-1990 |
| Thorkild Dahl Nielsen | Venstre                     | 1990-2002 |
| Susanne Beier         | Venstre                     | 2002-2006 |

## Rådhus
Tinglev Kommunes rådhus på Tinglev Midt 2 blev opført i perioden 1967 - 1977 og er tegnet af arkitektfirmaet Friis og Moltke. I 1977 blev Tinglev Bibliotek opført foran rådhuset. På adressen findes nu bl.a. Borgerhuset, som især bruges af lokale foreninger og grupper til møder, aktiviteter og undervisning. Huset rummer en borgersal med scene og plads til større arrangementer.